# فابيو كاباييرو
فابيو كاباييرو (بالإسبانية: Fabio Caballero) (1 أكتوبر 1992 في باراغواي - ) هو لاعب كرة قدم باراغواياني في مركز الوسط. شارك مع منتخب باراغواي لكرة القدم. أما مع النوادي، فقد لعب مع أوليمبيا أسونسيون ونادي ليبرتاد ونادي تومبينس وجنرال كاباليرو ‏ ونادي أمريكا.

## وصلات خارجية
- فابيو كاباييرو على موقع إي إس بي إن إف سي (الإنجليزية)
- فابيو كاباييرو على موقع قاعدة بيانات كرة القدم.إي يو (الإنجليزية)
- فابيو كاباييرو على موقع Soccerway.com (الإنجليزية)
- فابيو كاباييرو على موقع عالم كرة القدم.نت (الإنجليزية)